# Robinson Cavalcanti
Edward Robinson de Barros Cavalcanti (Recife, 21 de junho de 1944 — Olinda, 26 de fevereiro de 2012) foi um professor, escritor e bispo deposto da Diocese Anglicana de Recife, região eclesiástica da Igreja Episcopal Anglicana do Brasil, e posteriormente bispo fundador da Igreja Anglicana – Diocese do Recife, que surgiu de um rompimento institucional com a IEAB, por conta das tensões entre o conservadorismo e o liberalismo no Anglicanismo no Brasil.

## Biografia
Dom Edward Robinson de Barros Cavalcanti, nasceu no Recife, PE, em 21 de Junho de 1944, filho de Edward Lopes Cavalcanti e Gerusa de Barros Cavalcanti. Aos três anos de idade se mudou para a cidade de União dos Palmares, em Alagoas, onde estudou até o Curso Ginasial (8ª série), onde seu pai era empresário e político, e onde participou, como criança e adolescente da Paróquia de Santa Maria Madalena (da igreja católico-romana), e da política estudantil, através do Grêmio do Colégio e da União dos Estudantes Secundaristas de Alagoas (UESA). Nessa época passou, ocasionalmente, a frequentar sessões kardecistas (religião da família do seu genitor) e a ser evangelizado por amigos batistas e adventistas do sétimo dia.
Em 1960 foi para o internato do Colégio Evangélico (presbiteriano) XV de Novembro, em Garanhuns, PE, fazer o 1.º ano do 2.º grau (Curso Clássico). Em 21 de abril daquele ano aceitou a Jesus Cristo como único Senhor e Salvador. Em 1961 regressou ao Recife, para viver com seus avós paternos, e continuar o curso clássico no Colégio Nóbrega (dos jesuítas). O curso clássico era centrado no estudo das Humanidades, particularmente Língua e Literatura (brasileira, portuguesa, hispânica, hispano-americana, latina, francesa, inglesa e norte-americana) e Filosofia. Com os Jesuítas, no Colégio, e, depois, na Universidade, é iniciado no estudo de Maritain, Marcel, Mounier, Jollivet, e outros, além dos Documentos Sociais Pontifícios, de Leão XIII a Paulo VI, e os Documentos do Concílio Vaticano II. Integra a liderança do CESP – Centro dos Estudantes Secundaristas de Pernambuco.

## Vida Acadêmica e Profissional
No início de 1962 concluiu o Curso Clássico e o Curso de Língua e Cultura Hispânica. De 1963 a 1966 cursou Licenciatura em Ciências Sociais na Universidade Católica de Pernambuco (dos Jesuítas), e Língua Inglesa, na Sociedade Cultural Brasil-EEUU. De 1963 a 1967 cursou, simultaneamente, o Bacharelado em Direito na Universidade Federal de Pernambuco, participou da política estudantil, integrando o Diretório Acadêmico “Demócrito de Souza Filho”, da Faculdade de Direito, e do Teatro Universitário. Ingressou na  Aliança Bíblica Universitária (ABU). Fez estágio no Departamento de Ciências Sociais da Universidade da Califórnia, em Los Angeles.
Iniciou sua vida como Advogado, Assessor da ABU (10 anos) e professor nos Colégios Agnes Erskine (Presbiteriano), Americano Batista e Sagrado Coração Eucarístico de Jesus. Optou pela carreira universitária, como professor de Ciência Política, na Faculdade de Filosofia do Recife (FAFIRE, das Irmãs de Santa Dorotéia), Seminário Presbiteriano do Norte, Universidade Católica de Pernambuco (UNICAP), Universidade Federal de Pernambuco (UFPE) e Universidade Federal Rural de Pernambuco (UFRPE). Em 1974-1975 cursou o Mestrado em Ciência Política no Instituto Universitário de Pesquisas do Rio de Janeiro (IUPERJ), da Universidade Cândido Mendes, defendendo (como denominada então) a tese: ”Alagoas – a Guarda Nacional e as Origens do Coronelismo”.
Nas Universidades – onde lecionou por 35 anos – integrou quase todos os Colegiados Superiores. Foi Coordenador de Graduação, de Pós-Graduação (Especialização), de Mestrado, Chefe de Departamento, e, finalmente, Diretor do Centro de Filosofia e Ciências Humanas da UFPE. Foi professor conferencista-visitante na Universidade do Alabama, em Birmingham, lecionando a disciplina “Sistemas Políticos Comparados”. Atualmente, está aposentado (Professor Adjunto, IV) da UFPE e UFRPE.
Foi membro da Academia Pernambucana de Educação e Cultura, Academia Pernambucana de Ciências Jurídicas e Morais e Cidadão Honorário da Cidade de Olinda-PE. Participou da fundação (1970) da Fraternidade Teológica Latino-americana (FTL), onde integrou, por sete anos, a sua Comissão Executiva. Integrou, também, a Comissão de Convocação do Congresso de Lausanne (1974), e a Comissão de Lausanne para a Evangelização Mundial (LCWE), por quatro anos, bem como a Comissão Teológica da Aliança Evangélica Mundial (LCWE), na Unidade “Ética e Sociedade”. Filiou-se aos Gideões Internacionais e ao Rotary Club junto com o missionário Pedro Higino Marques da Silva. Passou a colaborar como articulista na imprensa escrita. Por 10 anos escreveu a coluna dominical “Evangelismo” no Jornal do Commércio, e, por dois anos a coluna “Panorama Evangélico”, do Diário da Noite. Escreveu, por cinco anos, para a revista Kerygma (São Paulo), e foi o mais antigo colaborador da revista Ultimato (Viçosa-MG.) Ao todo são mais de 1.000 artigos sobre Teologia e Ciência Política, publicados no Brasil e no Exterior. Atuou, também, na rádio e na televisão, em programas religiosos e políticos, passando a dar conferências no país e no exterior, principalmente na área de Ética Social. Como convidado do Governo, pregou no Culto Semanal dos Deputados, na Capela do Parlamento da Suécia. Foi candidato a Deputado Estadual, em 1982, pela oposição ao Regime Militar (e membro do Diretório Municipal do PMDB do Recife, entre 1982 e 1984), e participou das campanhas pela Lei da Anistia e pelas ‘Diretas Já’. Foi Presidente da OMEB - Ordem dos Ministros Evangélicos do Brasil - Secção de Pernambuco, e um dos idealizadores e membro da primeira diretoria nacional do MEP - Movimento Evangélico Progressista.
Foi Assessor do Conselho Regional de Pernambuco do Colégio Notarial do Brasil, da Prefeitura da Cidade do Recife (e membro do Conselho Municipal de Educação) e, do então Deputado Federal, Humberto Costa. Coordenou, entre as igrejas evangélicas, a nível nacional, as campanhas presidenciais de Lula, de 1989 e 1994. Militou no Partido dos Trabalhadores, em que foi membro do Diretório Municipal e candidato a vice-prefeito de Olinda (1996). Filiado a duas Seções Sindicais da ANDES – Sindicato Nacional dos Professores Universitários –, foi candidato a uma das vice-presidências da entidade, na chapa encabeçada pela professora e ex-prefeita de Fortaleza, Maria Luiza Fontenelle.
Foi presidente da ASAS, ONG de apoio aos portadores de HIV/AIDS. Participou da campanha do “Parlamentarismo” e da campanha pelo “Fora Collor”. Por cinco anos, integrou o NIES – Núcleo Interdisciplinar de Estudo sobre a Sexualidade da UFPE, participando de debates sobre o tema em várias instituições, inclusive defendendo, como convidado, a posição conservadora da Igreja, na Semana Cultural do “V Congresso Brasileiro de Homossexuais”. Compatibilizando a defesa da Ética Bíblica com a defesa da Cidadania, integrou o grupo de pastores evangélicos que subscreveu o manifesto de apoio a Emenda Marta Suplicy (direitos patrimoniais e previdenciários). Definindo-se como um democrata, nacionalista, federalista, regionalista, municipalista, parlamentarista, defensor de uma Sociedade Solidária e de uma Economia pós-Capitalista, inspirada nos valores judaico-cristãos, participou de um sem número de movimentos em defesa da Justiça Social, sempre encarando tal participação como expressão de um ministério profético.
Praticou esportes na juventude (na “terceira idade”, estava na hidroginástica), gostava de teatro, cinema e música (do clássico ao folclórico), de uma praia (particularmente Paripueira–AL), e era torcedor do Vasco-RJ, Náutico-PE e CRB-AL.

## Vida Religiosa
Em 1962 desvinculou-se da Igreja Católica Apostólica Romana e do Espiritismo Kardecista. Em 31 de outubro de 1963 (Dia da Reforma) foi confirmado na Igreja Evangélica Luterana do Brasil (IELB). Foi Evangelista e Candidato ao Ministério ordenado luterano.
Depois de anos de estudo e aproximação, filiou-se a então Igreja Episcopal do Brasil (IEB), na Catedral da Santíssima Trindade, pelas mãos do Bispo da Diocese Anglicana do Recife, Dom Edmund Knox Sherrill, em 21 de junho de 1976, sendo, sucessivamente, Leitor (Ministro Leigo), membro de Junta Paroquial, Postulante e Candidato às Sagradas Ordens, Diácono e Presbítero, trabalhando na Catedral da Santíssima Trindade, e nas paróquias Bom Samaritano, Emanuel e Redenção (sempre não remunerado). Foi Delegado Sinodal e membro da JUNET mais de uma vez, tendo ministrado em encontros anglicanos em vários países. Foi membro, por mais de 10 anos, da diretoria internacional da EFAC – Fraternidade dos Evangélicos na Comunhão Anglicana, e membro da Ekklesia.
Em 1997 foi eleito, sagrado e instituído Bispo da Diocese do Recife, comparecendo à Conferência de Lambeth, de 1998, participando, ativamente, da rede de correntes ortodoxas anglicanas, no tocante às Sagradas Escrituras, os Credos e a Ética Histórica da Igreja. Como Bispo Diocesano, ordenou dezenas de Diáconos e Presbíteros. Nesses sete anos foram abertas comunidades, criados projetos sociais, arcediagados, secretarias e comissões, e reformulados os Cânones, estimuladas as vocações, criado o Diaconato Permanente e o Ministério Local, bem como a instituição de Ministros Leigos e Evangelistas. Na IEAB foi presidente da Junta Nacional de Educação Teológica – JUNET.
Fez sua formação teológica por extensão no Seminário Concórdia (da IELB), no então Núcleo Anglicano de Estudos Teológicos (futuro Seminário Anglicano de Recife da IEAB), e nos Cursos de Capacitação de Obreiros da ABU (IFES – Comunidade Internacional de Estudantes Evangélicos), no Brasil, Equador, EEUU, Áustria e Inglaterra, tendo estudado com vários teólogos anglicanos, como o Rev. John Sttot. Participou dos seminários internacionais que redigiram os documentos “Ä Responsabilidade Social da Igreja“, (Grand Rapids, EUA), “O Evangelho e a Cultura” (Willowbank, Bermudas), “Estilo de Vida Simples como Opção Cristã” (Hoddesdon, Inglaterra), “Ä Declaração de Jarabacoa sobre os Cristãos e a Ação Política” (Jarabacoa, República Dominicana), bem como do Congresso Internacional de Evangelismo (Pattaya, Tailândia), Congresso de Evangelistas Itinerantes (Amsterdã, Holanda), Lausanne II (Manila, Filipinas) e do Seminário para Escritores Evangélicos do Terceiro Mundo (John Haggai Day Center, Cingapura), dentre outros.
Considerou-se distante do fundamentalismo e do liberalismo, um cristão, protestante, evangélico, anglicano, defensor da Teologia da Missão Integral da Igreja.

## Rompimento com a Igreja Episcopal Anglicana do Brasil
Nos últimos anos, a IEAB tem sido criticada, tanto interna quanto externamente. por sua postura liberal. Em 25 de janeiro de 2005, Dom Robinson Cavalcanti, então bispo da Diocese Anglicana do Recife, opondo-se à predominância da ala liberal na igreja, promoveu um cisma na IEAB. A decisão de Cavalcanti ocorreu por oposição à aceitação de fiéis homossexuais não castos pela IEAB. Ele declarou unilateralmente a suspensão do relacionamento da Diocese do Recife com a Província do Brasil, proclamando-a como uma "Diocese autônoma da Comunhão Anglicana". Segundo Christina Takatsu Winnischofer, então Secretária Geral da IEAB, Cavalcanti proclamou uma "guerra santa" entre anglicanos evangélicos e liberais, ao punir "todos os que discordavam dele". Apesar de constituir ato raro e extremo, o bispo foi expulso da IEAB em 10 de junho de 2005 pelo Tribunal Superior Eclesiástico.
Expulso da Igreja Episcopal Anglicana do Brasil, Robinson Cavalcanti foi substituído interinamente na Diocese Anglicana do Recife por Dom Filadelfo Oliveira Neto, de 2005 a 2006, e por Dom Sebastião Armando Gameleira Soares. Por sua vez, Dom Robinson criou a Diocese do Recife, que tentou filiar na Igreja Anglicana do Cone Sul da América (de tendência evangélica e conservadora). Posteriormente, por questões de ordem judicial e de nome institucional, a Diocese do Recife passou a denominar-se Igreja Anglicana - Diocese do Recife, ligada à GAFCON/FCA, que reúne a maioria dos anglicanos no mundo contrários aos posicionamentos liberais de certas igrejas, como a IEAB.

## Assassinato
Após anos de uma vida devotada à Igreja, Dom Robinson Cavalcanti e sua esposa, Miriam Nunes Machado Cotias Cavalcanti, faleceram na cidade de Olinda, em 26 de fevereiro de 2012. Ambos foram esfaqueados pelo filho, Eduardo Cotias Olímpio Cavalcanti, que cometeu tal ato de forma premeditada.
O assassino, filho adotado, residia no estado da Flórida (EUA), e regressou ao Brasil dias antes por estar ameaçado de deportação. Relatos apontam que Eduardo foi levado para os EUA aos 16 anos para residir com sua tia, em virtude dos problemas de relacionamento constatados em sua convivência com a família (como rebeldia e momentos violentos), mas que jamais fora abandonado pelos pais. Usuário de drogas, após o crime atentou contra a própria vida, mas sobreviveu.
Informações da investigação policial dão conta que Eduardo considerava-se "abandonado" pelo bispo, e que se sentia rejeitado pela família. Inclusive, durante o depoimento policial, teria afirmado "não se arrepender do crime cometido". A autoridade policial e testemunhas descartam a versão apresentada pelo assassino, ao afirmarem que jamais houve, por parte dos pais, qualquer sentimento de repulsa ou rejeição, sendo tal situação fruto de sua "interpretação equivocada".
A polícia identificou que a principal motivação, na verdade, foi a de o assassino ter o pedido de dinheiro para trazer sua esposa e filhos dos EUA negado pelo pai. Eduardo, que sempre alegou ser rejeitado pela família, pelo fato de ter sido mandando aos EUA para morar com uma tia irmã de Dom Robinson, e receber visitas anuais do pai, além de, neste período em que esteve fora, não ter tido visita da mãe, Miriam. Ao voltar ao Brasil, decidiu tirar a vida do pai com base num sentimento "de rancor e interesse na herança". Como a mãe se envolveu na briga para proteger o marido, também foi atingida por um golpe de faca e não resistiu ao ferimento falecendo junto com seu marido.
Seu filho foi levado ao COTEL - Centro de Observação e Triagem Prof. Everardo Luna (Abreu e Lima) onde espera julgamento por juri popular.
Dom Robinson Cavalcanti deixa ainda uma filha, Carla Alessandra de Medeiros Cavalcanti, fruto de uma relação que manteve fora do casamento com uma de suas alunas de mestrado do curso de Ciências Políticas da UFRPE antes de ter sido ordenado ministro.

## Repercussão do Falecimento
Dom Robinson e sua esposa eram muito queridos no meio evangélico e filosófico, e a perda trágica de suas vidas repercutiu por todo o planeta. Durante pouco mais de 7 horas, o termo #Robinson Cavalcanti (hashtag) esteve entre os 3 mais citados do Twitter no mundo.
A presidente do Brasil, Dilma Rousseff, encaminhou mensagem de condolências à Igreja Anglicana. O Arcebispo da Cantuária, Rowan Douglas Williams deixou mensagem para os colegas anglicanos de Robinson. A Diocese Anglicana de Brasília da Igreja Episcopal Anglicana do Brasil, representada pelo seu bispo diocesano e primaz da Província da Comunhão Anglicana, Dom Maurício José Araújo de Andrade, emitiu nota de pesar sobre o falecimento.
O Bispo Hector Zavala, Bispo Primaz da Igreja Anglicana do Cone Sul da América (Comunhão Anglicana) manifestou sua tristeza com o ocorrido, por meio de uma nota oficial. O Arcebispo Robert Duncan, da Igreja Anglicana na América do Norte, endereçou comunicado expressando suas condolências à comunidade brasileira.
Os Bispos Kevin e Jonathan, dos EUA, também encaminharam seus votos de solidariedade. A Trinity School of Ministry e o Rev. George Conger enviaram suas manifestações de carinho.
Os membros da Igreja Católica Ortodoxa, da Igreja do Evangelho Pleno e Igreja Metodista, entre outras, manifestaram seu pesar. O Rev. Henrique Lacerda, da Igreja Anglicana da Adoração, elaborou um texto acerca do impacto ocasionado aos seus liderados, pela perda repentina.
A Convenção Batista Brasileira e a CNBB - Confederação Nacional de Bispos do Brasil, da Igreja Católica, emitiram notas oficiais lamentando a perda irreparável. Notas oficiais foram emitidas pelo Comitê Gestor da Aliança Cristã Evangélica Brasileira, bem como pelo seu representante, Valdir Steuernagel; a Revista Ultimato elaborou um memorial, em que apresenta relatos de personalidades, como o senador pernambucano Humberto Costa, Ricardo Barbosa de Sousa -, Pastor da Igreja Presbiteriana do Planalto (BSB), a ex-senadora Marina Silva, Aliança Bíblica Universitária do Brasil, Rede FALE, Rede Evangélica Nacional de Ação Social, Aliança Cristã Evangélica, dentre tantos, todos destacando a participação de Robinson na construção de uma melhor sociedade e da representatividade religiosa, bem como a falta que fará.
Foram enviados também mensagens de solidariedade da Secretaria Diocesana de Mulheres, do Padre F. Rosendo, Dom António José Raposo (Portugal), de Sérgio de Gouvêa Franco, presidente do Conselho de Presbíteros e Diáconos da Comunidade de Jesus de São Paulo; Pr. Jussy Eduardo (Igreja Batista Aba Pai de Barueri/SP), Dom Josivaldo - Presidente do Conselho Episcopal da ICAB, Rev. Joselito Moraes Gomes - Presidente do PROL/IPB, Comunidade da Palavra Viva Eugene de Oregon(EUA); OMIG – Ordem dos Ministros Evangélicos de Igarassu-PE, Igreja Anglicana Oceânica (IOA) - Niterói-RJ/Brasil, Paróquia Nossa Senhora das Dores da Igreja Católica, Bispo Luiz Vergílio Batista da Rosa, Padre João Milton Menezes – Vigário Geral da Arquidiocese do Distrito Federal da Igreja Sirian Ortodoxa de Antioquia no Brasil; Rev. Elias Alves de Brito - Pastor Auxiliar na IP da Boa Vista, Pe. Wagner Zacarias Rufino, CSF Paróquia São João Batista – Peabiru - PR.
O site Pavablog, onde o bispo publicava artigos costumeiramente, divulgou uma série de textos acerca de sua personalidade, assim como o site Novos Diálogos.
A Diocese do Recife emitiu comunicado em 27 de fevereiro de 2012, comunicando oficialmente a perda do Bispo Robinson e sua esposa. Sua morte foi muito sentida pelos fiéis no Brasil, e milhares de pessoas compareceram ao velório de Dom Robinson e sua esposa, em Olinda. Ambos foram sepultados no dia 29/02/2012, no Cemitério Morada da Paz.

## Substituição na Igreja Anglicana - Diocese do Recife
Após a sua morte, foi substituído pelo Bispo Diocesano Miguel Uchôa, com a colaboração dos Bispos Sufragâneos Evilasio Tenorio e Flávio Adair.

## Obras
- Cristo na Universidade Brasileira
- O Cristão, Esse Chato
- Uma Benção Chamada Sexo
- As Origens do Coronelismo
- Igreja – Agência de Transformação Histórica
- Igreja – Comunidade da Liberdade
- Libertação e Sexualidade
- Cristianismo e Política: teoria bíblica e prática histórica (2002)
- A Utopia Possível
- A Igreja, o País e o Mundo
- Igreja – Multidão Madura
- Reforçando as trincheiras
- The amok of Pedro,[33] no qual Robinson Cavalcanti escreveu para o bispo americano Douglas Cameron em 1996.